# NK SAŠK Napredak
NK SAŠK Napredak – bośniacki klub piłkarski, mający siedzibę w stolicy kraju, mieście Sarajewo. Reprezentuje chorwacką społeczność stolicy Bośni i Hercegowiny.

## Historia
Chronologia nazw:
- 1910: Hrvatski ŠK (Športski Klub)
- 1919: SAŠK (Sarajevski amaterski športski klub)
- 6.06.1945: klub rozwiązano
- 15.04.1999: NK SAŠK Napredak - po fuzji z NK Napredak Sarajevo
- 2011: Famos-SAŠK Napredak
- 2012: SAŠK Napredak

Klub piłkarski Hrvatski ŠK został założony w miejscowości Sarajewo w roku 1910. Jeden z najstarszych klubów w Bośni i Hercegowinie.
Najpierw klub grał spotkania towarzyskie. W sezonie 1920/21 po założeniu pododdziału jugosłowiańskiego związku piłkarskiego w Sarajewie zwanego Sarajevska fudbalska sjedišta klub startował w pierwszych mistrzostwach Sarajewskiego pododdziału, gdzie zajął trzecie miejsce wśród 7 klubów. W następnym sezonie zdobył mistrzostwo pododdziału. W sezonie 1922/23 po raz drugi został mistrzem pododdziału. W 1923 startowała pierwsza edycja mistrzostw Jugosławii i klub jako zwycięzca jednego z pododdziałów otrzymał prawo startu w krajowych rozgrywkach. W ćwierćfinale i półfinale pokonał odpowiednio Hajduk Split i Jugoslavija Belgrad, ale w finale przegrał po remisie w pierwszym meczu z Građanskim Zagrzeb. W następnym sezonie 1924 jako zwycięzca Sarajewskiego pododdziału dotarł do półfinału. W 1925 i 1926 odpadł w ćwierćfinale. W 1927 system rozgrywek zmienił się. Klub po wygraniu Sarajewskiego pododdziału musiał walczyć w eliminacjach, a potem w lidze finałowej uplasował się na przedostatniej 5.pozycji. W kolejnym sezonie 1928 był czwartym w końcowej tabeli. W sezonie 1928/29 i 1929/30 klub nie wygrał mistrzostwa Sarajewskiego pododdziału dlatego nie uczestniczył potem w rozgrywkach o tytuł mistrza Jugosławii. W 1931 system rozgrywek znów zmienił się i od Sarajewskiego pododdział brały udział 2 kluby (SAŠK i Slaviją), które walczyły w 2 grupie. Po zajęciu drugiego miejsca w jednej z trzech grup SAŠK awansował do ligi finałowej, gdzie został sklasyfikowany na przedostatniej 5.lokacie. W następnym sezonie 1932 zajął 4.miejsce w 3.grupie i nie zakwalifikował się do ligi finałowej. W 1933 po kolejnej reorganizacji systemu rozgrywek klub był zmuszony najpierw walczyć w eliminacjach, gdzie przegrał w drugiej turze. W 1934 ponownie nie zakwalifikował się do ligi finałowej. W sezonie 1934/35 był trzecim w 3.grupie eliminacyjnej i pozostał bez awansu. W następnym sezonie 1935/36 pododdział reprezentowały kluby Slavija i Hajduk. W sezonie 1936/37 zespół jako przedstawiciel pododdziału z Sarajewa uczestniczył w Promocji play-off, gdzie najpierw zwyciężył w południowej strefie, ale potem na poziomie krajowym po zwycięstwie w półfinale przegrał w finale z Jedinstvem Belgrad i nie zakwalifikował się do ligi finałowej. W kolejnym sezonie 1937/38 odpadł w pierwszej rundzie Promocji play-off. Również sezon 1938/39 był nieudanym. W sezonie 1939/40 klub po kolejnej reformie występował w osobnej Hrvatsko-slovenačkiej lidze, gdzie zajął 5.miejsce. W następnym sezonie 1940/41 występował w Hrvatskiej lidze, gdzie zajął 7.miejsce. Podczas okupacji niemieckiej Jugosławii w latach 1941-1944 klub uczestniczył w mistrzostwach Chorwacji, gdzie zajmował miejsca: 9 (1941), półfinał (1942), play-off (1943), finał nie rozegrano (1944). W 1945 po utworzeniu Socjalistycznej Federacyjnej Republiki Jugosławii komunistyczne władze zakazały działalność klubów, uczestniczących w mistrzostwach faszystowskiej Chorwacji. Dlatego, 6 czerwca 1945 klub został rozwiązany.
Po rozpadzie Jugosławii klub został reaktywowany. 17 grudnia 1994 został założony NK Napredak i został przedłużony 4 lutego 1995 roku na Zgromadzeniu SAŠK. Po kilku latach oddzielnego istnienia klubów Chorwackiego Towarzystwa Kulturalnego Napredak, NK Napredak i SAŠK, na zgromadzeniu klubowym 15 kwietnia 1999 roku, podjęto decyzję o połączeniu obu klubów. Nowy klub został nazwany NK SAŠK Napredak. W sezonie 1999/00 klub startował w Drugoj lidze - Jug. W sezonie 2000/01, po reformie systemu rozgrywek i zjednoczeniu lig muzułmańskiej i chorwackiej, zwyciężył w grupie południowej drugiej ligi i awansował do Prvej ligi FBiH. W debiutowym sezonie 2001/02 zajął 7.miejsce w pierwszej lidze. W dwóch następnych sezonach uplasował się na 10.pozycji. Sezon 2004/05 zakończył na czwartej lokacie. W 2005/06 spadł o jedną pozycję, aby w następnym wrócić na czwartą pozycję. W sezonach 2007/08 i 2008/09 był ósmym w końcowej tabeli. W sezonie 2009/10 zajął 5.miejsce, a w 2010/11 10.miejsce. W sezonie 2011/12 klub popadł w kłopoty finansowe i sprzedał licencję FK Famos Hrasnica (z gminy Ilidža). Ponieważ nie mógł sprzedać miejsce w lidze, to klub był związany z Famosem, a nowy klub otrzymał nazwę FK Famos-SAŠK Napredak Hrasnica i kontynuował historię Famosa. NK SAŠK Napredak po roku przerwy gry drużyny seniorskiej w sezonie 2012/13 potem kontynuował występy w Prvej lidze Kantona Sarajevo.

## Sukcesy

### Trofea międzynarodowe
Nie uczestniczył w rozgrywkach europejskich (stan na 31-05-2018).

### Trofea krajowe
Bośnia i Hercegowina
| \| \| Zdobyte trofea w rozgrywkach Bośni i Hercegowiny (stan na: 31-05-2018) \| |                                                                        |      |                  |
| Rozgrywki                                                                       | Osiągnięcie                                                            | Razy | Sezon(y)         |
| Mistrzostwo                                                                     | I miejsce                                                              | 0    |                  |
| Mistrzostwo                                                                     | II miejsce                                                             | 0    |                  |
| Mistrzostwo                                                                     | III miejsce                                                            | 0    |                  |
| Puchar                                                                          | zdobywca                                                               | 0    |                  |
| Puchar                                                                          | finalista                                                              | 0    |                  |
| Puchar                                                                          | ćwierćfinalista                                                        | 1    | 2004/05          |
| II liga                                                                         | I miejsce                                                              | 0    |                  |
| II liga                                                                         | II miejsce                                                             | 0    |                  |
| II liga                                                                         | III miejsce                                                            | 0    |                  |
| II liga                                                                         | 4.miejsce                                                              | 2    | 2004/05, 2006/07 |
| Bośnia i Hercegowina                                                            | Zdobyte trofea w rozgrywkach Bośni i Hercegowiny (stan na: 31-05-2018) |      |                  |

- Druga Liga Federacji Bośni i Hercegowiny (III poziom):
  - mistrz (1): 2000/01 (grupa południowa)
- Prva nogometna liga Kantona Sarajevo (IV poziom):
  - mistrz (1): 2017/18

Jugosławia
| \| \| Zdobyte trofea w rozgrywkach Jugosławii (stan na: 31-05-1992) \| |                                                               |      |                     |
| Rozgrywki                                                              | Osiągnięcie                                                   | Razy | Sezon(y)            |
| Mistrzostwo                                                            | I miejsce                                                     | 0    |                     |
| Mistrzostwo                                                            | II miejsce                                                    | 1    | 1923                |
| Mistrzostwo                                                            | III miejsce                                                   | 1    | 1924 (półfinalista) |
| Puchar                                                                 | zdobywca                                                      | 0    |                     |
| Puchar                                                                 | finalista                                                     | 0    |                     |
|                                                                        | Zdobyte trofea w rozgrywkach Jugosławii (stan na: 31-05-1992) |      |                     |

- Prvi razred Sarajevskog podsaveza:
  - mistrz (12): 1921/22, 1922/23, 1923/24, 1924/25, 1925/26, 1926/27, 1927/28, 1932/33, 1933/34, 1936/37, 1937/38, 1938/39
  - wicemistrz (5): 1921, 1929/30, 1931/32, 1934/35, 1935/36
  - 3.miejsce (1): 1928/29
- Prvenstvo NDH u nogometu:
  - finał nie rozegrano (1): 1944

## Stadion
Klub rozgrywa swoje mecze domowe na stadionie Doglodi w Sarajewie, który może pomieścić 400 widzów.